# Xavi Carmona
Xavier Carmona Velasco (Santa Coloma de Gramanet, Barcelona, España; 21 de enero de 1993), más conocido como Xavi Carmona, es un futbolista español. Juega en la posición de defensa. 

## Trayectoria
El jugador se formó en las secciones inferiores del Real Madrid, además jugó en el CD Leganés en Segunda B (temporada 2011/12), Valladolid B (llegó a debutar con el primer equipo blanquivioleta en la Copa del Rey y en Segunda División) durante dos campañas, las disputó en el filial del Real Valladolid, equipo con el que logró un ascenso a Segunda B en la primera temporada y la permanencia en la categoría en la segunda.
En 2015, Xavi Carmona hizo la pretemporada las órdenes de Sergi Barjuán en el primer equipo del Almería, pero su sitio estuvo esta temporada en el filial almeriense, que abandonó siendo colista del Grupo IV de Segunda B. Al no entrar en los planes de Fernando Estévez Martín, el lateral abandonó Almería B en el mercado de invierno para firmar por el Cádiz CF, en enero de 2016 con el objetivo de ascender a Segunda División.
En el verano de 2016 tras el ascenso del Cádiz CF a la segunda división, el jugador sale cedido al Barakaldo CF para tener minutos. El 1 de septiembre, tras estudiar la situación, el Barakaldo y el jugador acordaron la rescisión del contrato que unía a ambas partes para la presente temporada. 
En septiembre de 2019 ficha por el Moralo de tercera división, con el objetivo de lograr el ascenso a segunda b con el equipo de Navalmoral de la Mata.

## Clubes
| Club                                    | País   | Año       |
| --------------------------------------- | ------ | --------- |
| Real Madrid C. F. "C"                   | España | 2012-2013 |
| C. D. Leganés (cedido)                  | España | 2012-2013 |
| Real Valladolid C. F. "B"               | España | 2013-2015 |
| Real Valladolid C. F.                   | España | 2014-2015 |
| U. D. Almería "B"                       | España | 2015-2016 |
| Cádiz C. F.                             | España | 2016      |
| Barakaldo C. F. (cedido)                | España | 2016      |
| C. F. Montañesa                         | España | 2017      |
| Unionistas de Salamanca C. F.           | España | 2017      |
| U. D. Los Barrios                       | España | 2018      |
| Moralo Club Polideportivo               | España | 2019      |
| Vista Alegre FC                         | España | 2020      |
| Unió Esportiva Sant Julià               | España | 2020-2021 |
| Futbol Club Ordino                      | España | 2021-2022 |
| Unió Esportiva Engordany                | España | 2022-2023 |
| Futbol Club Ordino                      | España | 2023-2024 |
| Club Deportivo Palencia Cristo Atlético | España | 2024-2025 |